# 欧根·布洛伊勒
保罗·欧根·布洛伊勒（德語：Paul Eugen Bleuler，發音：[ˈɔʏɡeːn ˈblɔʏlər, ˈɔʏɡn̩ -]；1857年4月30日—1939年7月15日）是一位瑞士精神病学家。他以对精神病的研究和创造“精神分裂症”（Schizophrenia）一词而知名。